# Stende
La Stende est une rivière de Lettonie. Elle s'écoule sur 100 km. À son point de confluence avec la Rinda, prend sa source la rivière Irbe. Elle commence par le système de fossés dans la zone boisée entre Stende et Jaunpagasts.